# Gatto (Orgelbauer)
Die Orgelbauerfamilie Gatto war eine österreichische Orgelbauerfamilie aus Krems an der Donau, die im 18. und 19. Jahrhundert tätig war.

## Ignaz Gatto der Ältere

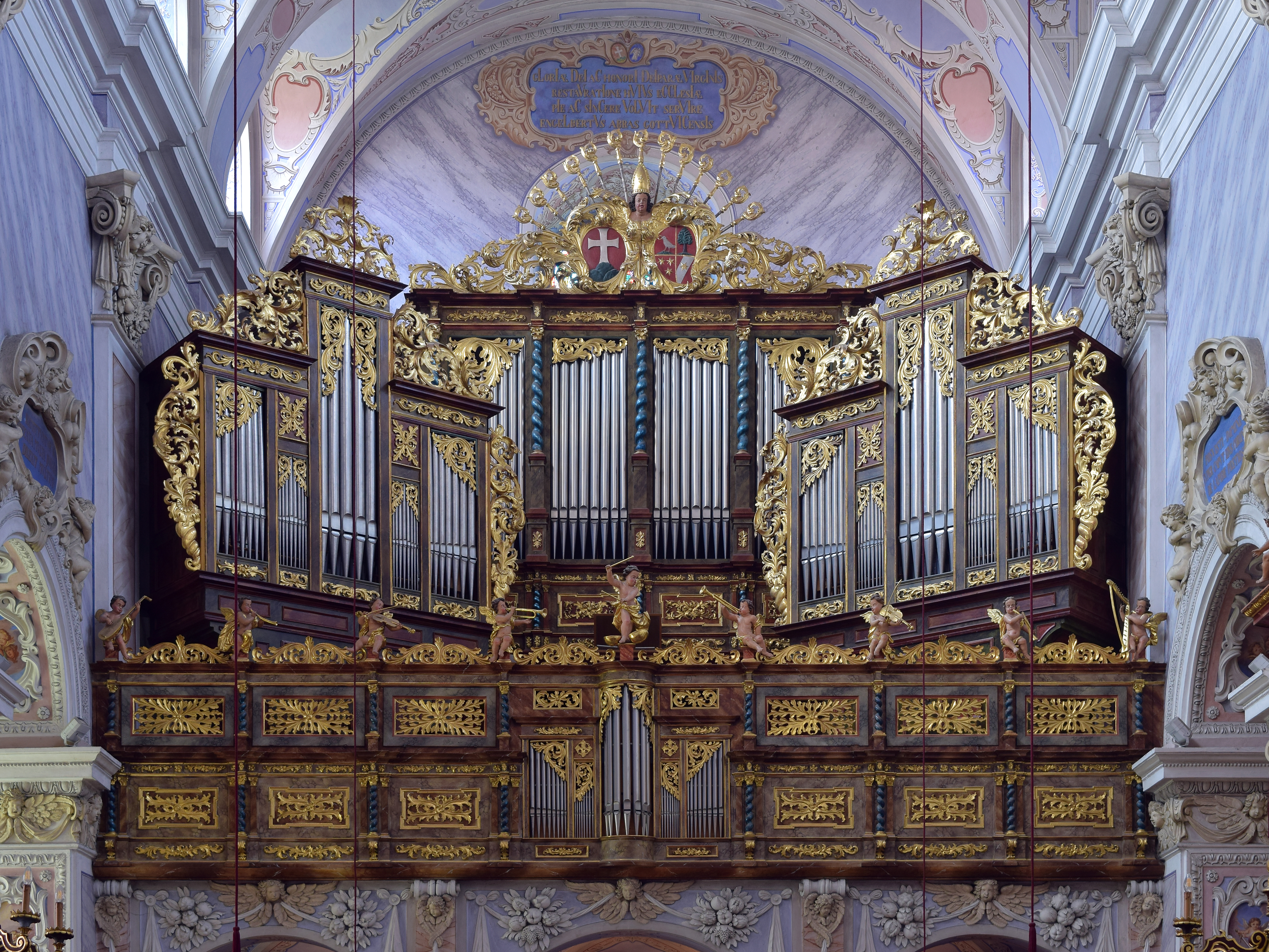
Orgel der Stiftskirche Göttweig, deren Prospekt noch von Ignaz Gatto dem Älteren stammt (1761)

Ignaz Gatto der Ältere (1708–17. Mai 1786) war der bedeutendste der Familie. Er prägte den Stil des Orgelbaus seiner Region in seiner Zeit. So errichtete er unter anderem die zum Teil nicht mehr erhaltenen Stiftsorgeln von Göttweig, Lilienfeld und Klein-Mariazell (1745). Weitere Werke sind die in den Pfarrkirchen von Haitzendorf (1781, II/P) und  Weißenkirchen in der Wachau (1774, II/P).
| Jahr | Ort                         | Gebäude                        | Bild | Manuale | Register | Bemerkungen                                                           |
| ---- | --------------------------- | ------------------------------ | ---- | ------- | -------- | --------------------------------------------------------------------- |
| 1745 | Klein-Mariazell             | Basilika Klein-Mariazell       |      | II/P    |          | Orgelgehäuse erhalten, seit 1998 Orgel von Anton Škrabl               |
| 1745 | Kleinzell                   | Kleinzeller Pfarrkirche        |      | I/P     | 6        |                                                                       |
| 1761 | Furth bei Göttweig          | Stift Göttweig                 |      | III/P   | 45       | Orgelgehäuse erhalten, seit 1982 Orgel von Walcker-Mayer/Guntramsdorf |
| 1768 | Lilienfeld                  | Stift Lilienfeld               |      | III/P   | 44       | Orgelgehäuse erhalten, seit 1962 Orgel von Gregor Hradetzky           |
| 1768 | Raabs an der Thaya          | Pfarrkirche Raabs an der Thaya |      | II/P    | 17       | [ 4 ]                                                                 |
| 1769 | St. Pölten                  | Mary Ward Schulzentrum         |      |         |          |                                                                       |
| 1774 | Weißenkirchen in der Wachau | Pfarrkirche Weißenkirchen      |      | II/P    | 17       | 2002 von Martin Pflüger restauriert                                   |
| 1781 | Haitzendorf                 | Pfarrkirche Haitzendorf        |      | II/P    | 15       |                                                                       |

## Ignaz Gatto der Jüngere

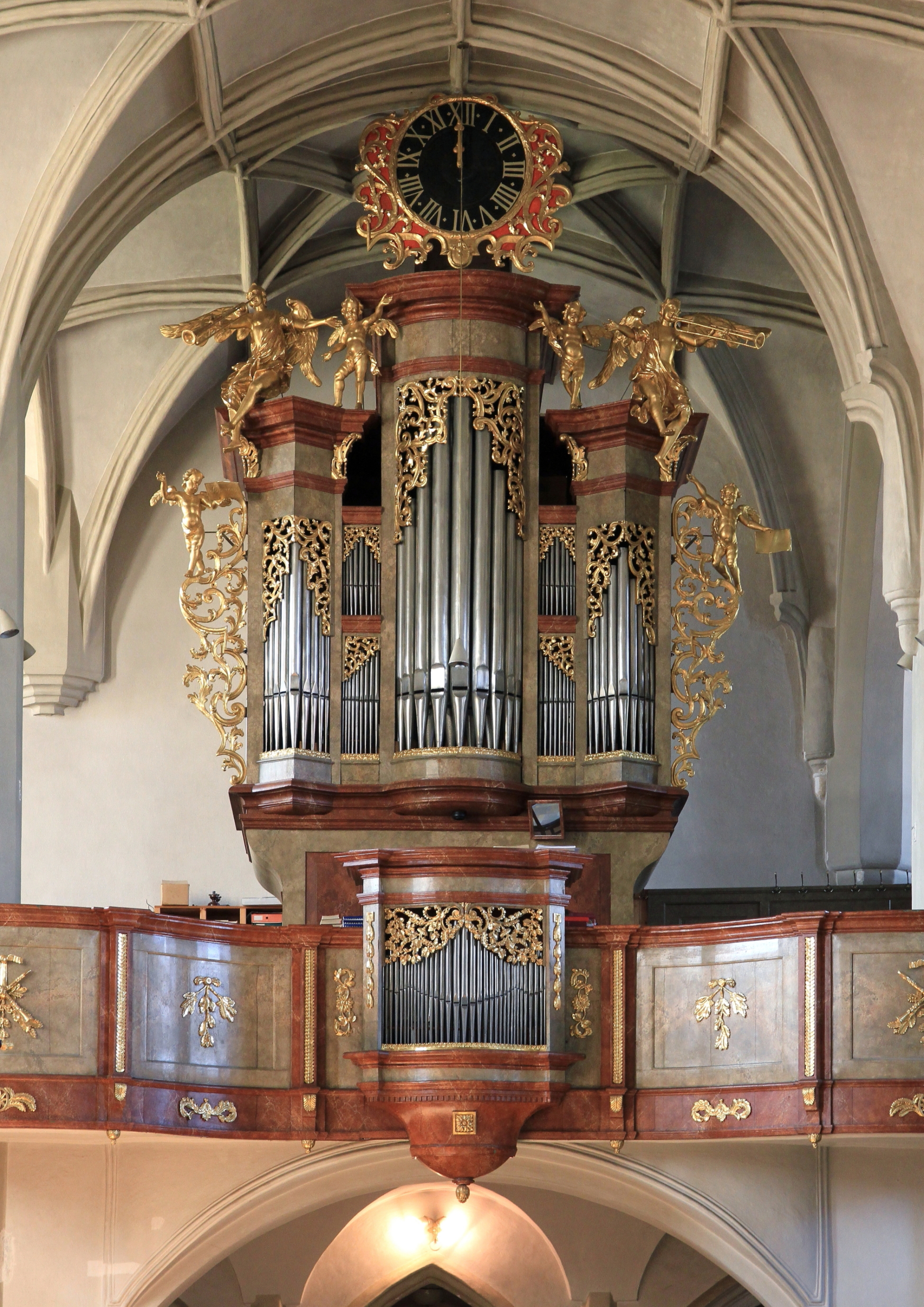
Orgel der Pfarrkirche Purgstall an der Erlauf, ein Werk von Ignaz Gatto dem Jüngeren

Ignaz Gatto der Jüngere (25. Juni 1746 – 6. November 1802), Sohn des Älteren, errichtete unter anderem 1792 die spätbarocke Orgel der Pfarrkirche von Purgstall an der Erlauf. Diese wurde 1884 umgebaut und 1980 durch Gerhard Hradetzky wiederhergestellt. Eine weitere Orgel von ihm ist die in der Pfarrkirche Scheibbs. Diese war ursprünglich die Orgel des Minoritenklosters in Stein und wurde nach der Auflösung des Klosters im Zuge der Josephinischen Reformen 1796 nach Scheibbs übertragen. Er heiratete am 21. Mai 1782 in Grafenwörth Apolonia Petrasch, die Tochter des Kremser Landschafts-Chyrurgus Joseph Petrasch.
| Jahr                                            | Ort                     | Gebäude                           | Bild | Manuale | Register | Bemerkungen                                                                             |
| ----------------------------------------------- | ----------------------- | --------------------------------- | ---- | ------- | -------- | --------------------------------------------------------------------------------------- |
| 1782                                            | Albrechtsberg           | Pfarrkirche Albrechtsberg         |      | II/P    | 14       | 1985 Orgel erneuert                                                                     |
| 1785                                            | Niederhollabrunn        | Pfarrkirche Niederhollabrunn      |      | II/P    | 16       |                                                                                         |
| 1789                                            | Stetteldorf am Wagram   | Pfarrkirche Stetteldorf am Wagram |      |         |          | Gehäuse leicht verändert erhalten                                                       |
| 1789                                            | Bromberg NÖ             | Pfarrkirche Bromberg              |      | II/P    | 16       | 1824 aus Pfarrkirche Hausleiten hierher übertragen, 1984 restauriert durch Romano Zölss |
| 1792                                            | Purgstall an der Erlauf | Pfarrkirche Purgstall             |      | II/P    | 22       | Wiederherstellung durch Gerhard Hradetzky in 1980                                       |
| 1796 Übertragung der Moysé-Orgel von Stein nach | Scheibbs                | Pfarrkirche Scheibbs              |      | II/P    | 22       | Johann Moysé hatte das Instrument 1729 für das Minoritenkloster Stein geschaffen        |

## Joseph Gatto der Ältere
Joseph Gatto der Ältere (10. März 1751 – 16. August 1832), Sohn von Ignaz Gatto dem Älteren, baute unter anderem die Orgeln für die Pfarrkirchen Gansbach (1792, I/P) und Kirchberg am Wagram (1787, II/P).
| Jahr | Ort                 | Gebäude                         | Bild | Manuale | Register | Bemerkungen                                            |
| ---- | ------------------- | ------------------------------- | ---- | ------- | -------- | ------------------------------------------------------ |
| 1787 | Kirchberg am Wagram | Pfarrkirche Kirchberg am Wagram |      | II/P    | 20       |                                                        |
| 1792 | Gansbach NÖ         | Pfarrkirche Gansbach            |      | I/P     | 9        | 1979 Umbau durch Gregor Hradetzky                      |
| 1799 | Strengberg          | Pfarrkirche Strengberg          |      |         |          | nicht erhalten, Orgel aus 1837 von Franz Meinl         |
| 1807 | Großmeiseldorf      | Pfarrkirche Großmeiseldorf      |      | II/P    | 12       | nicht erhalten, Orgel aus 1909 von Franz Josef Swoboda |
| 1813 | Radlbrunn           | Pfarrkirche Radlbrunn           |      |         |          | nicht erhalten, Orgel aus 1880                         |
| 1815 | Purk                | Pfarrkirche Purk                |      | I/P     | 8        | Orgelgehäuse erhalten                                  |
| 1827 | Weitersfeld         | Pfarrkirche Oberhöflein         |      | I/P     | 11       | [ 8 ]                                                  |

## Joseph Aloys Gatto der Jüngere
Joseph Gatto der Jüngere (21. Februar 1787 in Krems – 2. Juli 1855 in St. Pölten), Sohn von Ignaz Gatto dem Jüngeren, schuf unter anderem 1834 die Orgel für die „Töpperkapelle“ in Neubruck, ein Ortsteil der Bezirkshauptstadt Scheibbs. Er heiratete am 2. Juli 1816 im Dom zu St. Pölten Thekla Josepha Brunner, die Tochter des Kremser Landesadvokaten Joseph Brunner.
| Jahr | Ort                          | Gebäude                             | Bild | Manuale | Register | Bemerkungen                                               |
| ---- | ---------------------------- | ----------------------------------- | ---- | ------- | -------- | --------------------------------------------------------- |
| 1820 | Unterdürnbach                | Pfarrkirche Unterdürnbach           |      | I/P     |          | Wurde 1910 von Čapek ersetzt.                             |
| 1825 | Ried am Riederberg           | Pfarrkirche Ried am Riederberg      |      | I/P     | 10       |                                                           |
| 1831 | Gutenbrunn                   | Pfarrkirche Gutenbrunn am Weinsberg |      | I/P     | 7        |                                                           |
| 1833 | Schwarzenbach an der Pielach | Pfarrkirche Schwarzenbach           |      | I/P     | 7        |                                                           |
| 1834 | Neubruck bei Scheibbs        | Schloss Neubruck Töpperkapelle      |      | I/P     | 8        | [ 10 ]                                                    |
| 1835 | Langau                       | Pfarrkirche Langau                  |      |         |          | Orgel 1950 umgebaut                                       |
| 1836 | St. Johann in Engstetten     | Pfarrkirche Engstetten              |      | I/P     | 7        | nicht erhalten                                            |
| 1839 | Göpfritz an der Wild         | Pfarrkirche Göpfritz an der Wild    |      | I/P     | 10       |                                                           |
| 1843 | Gastern                      | Alte Pfarrkirche                    |      | I/P     | 8        | Steht seit 1904 in der Wehrkirche Kleinzwettl             |
| 1846 | Würmla                       | Pfarrkirche Würmla                  |      |         |          | nicht erhalten, Orgel aus 1901 von Max Jakob (Orgelbauer) |